# Анісименко Іван Євграфович
Іван Євграфович Анісименко (1903, Вільна Слобода Глухівського району Сумської області — 1 квітня 1943) — організатор підпілля в Глухівському районі Сумської області, комісар партизанського з'єднання.

## Біографія
Анісименко Іван Євграфович народився в селі Вільна Слобода Глухівського району Сумської області. Працював головою Червоненської сільської ради. З серпня 1941 року організовував підпілля в селі Вільна Слобода. З 23 лютого по 1 квітня 1941 року — комісар партизанського з'єднання під командуванням М. И. Наумова. Формував нові партизанські загони, командував одним із загонів, став комісаром партизанського з'єднання під командуванням генерал-майора М. І. Наумова.
1 лютого 1943 року партизанське з'єднання під командуванням М. І. Наумова виступило в рейд з району Фатеж Курської області. За 65 днів рейду з'єднання пройшло тимчасово окупованою територією Сумської, Полтавської, Харківської, Кіровоградської, Одеської, Вінницької, Київської, Житомирської областей України та Поліської області Білорусі майже 2 400 кілометрів. В результаті бойових дій було знищено сотні німецько-фашистських солдатів і офіцерів, багато військової техніки. У одному з боїв 1 квітня 1943 року в районі села Базар Народицького району Житомирської області був смертельно поранений. Похований в селі Великі Кліщі Народицького району Житомирської області.

## Нагороди. Відзнаки
24 грудня 1942 року нагороджений орденом Червоної Зірки.

## Пам'ять
27 листопада 1972 р. на згадку про земляка в рідному селі Вільна Слобода Сумської області встановлено пам'ятник. Вигляд: залізобетонний бюст (0,75 м) на гранітному постаменті (2,06 м). Нижче розміщено барельєфне зображення партизанської емблеми. Автор пам'ятника — скульптор В. М. Романенко.